# リッキー・スバグジャ
リッキー・スバグジャ（英語: Ricky Subagja、1975年9月16日 - ）はインドネシアのバドミントン選手。1996年アトランタオリンピックの男子ダブルス金メダリスト。2009年に世界バドミントン連盟によって、殿堂入り選手となった。

## 経歴
主にレキシー・マイナキーとペアを組んで男子ダブルスで活躍。
1996年アトランタオリンピックでは金メダルを獲得。世界王者にも2度なっている。